# Jan Mertl
Jan Mertl (Ústí nad Labem, República Checa, el 3 de enero de 1982) es un tenista profesional checo. El 23 de julio de 2007 llegó a su mejor ranking (163) de la ATP, su mejor ranking en dobles fue 131 el 11 de junio de 2007.

## Carrera

### 2013
En el año 2013 logró su primer título de la categoría ATP Challenger Series. Fue en la modalidad de dobles obteniendo el Challenger de Kazan en pareja con el kazajo Yuri Shchukin derrotaron en la final a la pareja alemana formada por Tobias Kamke y Julian Reister.

## Títulos
| Leyenda                        | Individuales | Dobles |
| ------------------------------ | ------------ | ------ |
| Grand Slam (tenis)\|Grand Slam | 0            | 0      |
| ATP World Tour Finals          | 0            | 0      |
| ATP World Tour Masters 1000    | 0            | 0      |
| ATP World Tour 500 Series      | 0            | 0      |
| ATP World Tour 250 Series      | 0            | 0      |
| ATP Challenger Series          | 0            | 1      |

### Dobles
| N.º | Fecha      | Torneo              | Superficie | Compañero     | Oponentes en la final       | Resultado |
| --- | ---------- | ------------------- | ---------- | ------------- | --------------------------- | --------- |
| 1.  | 07-02-2010 | Challenger de Kazan | Dura       | Yuri Shchukin | Tobias Kamke Julian Reister | 6:2, 6:4  |